# 西突厥
西突厥汗國，或稱為十箭汗國（羅馬化：On oq budun，直译：「十箭部落」），中國史籍稱西突厥，又譯十設，是歐亞大陸的一個古突厥汗國，因581年突厥第一汗國分裂為西汗國和東汗國而建立。
第一個突厥汗國在陷入內戰后东西分裂，位于汗国西部范围的室點密收拢部落，授十部落首領每人一支箭，所以又被稱為十箭（Onoq）。「十箭」保存有相当实力，以今阿尔泰山与东突厥汗国分境，控制了中亞廣大地區和西域諸國交通并垄断丝绸之路贸易。
西突厥汗國於657年被唐朝征服，此後隸屬於安西都護府並作為其附庸国，直到742年最終滅亡。在西方，西突厥汗國的解體導致了可薩汗國的崛起。

## 历史
突厥汗國由土门可汗於552年在蒙古高原建立，並迅速向西擴張至裏海。之後僅僅35年，其西部和東部均成為獨立汗國。西汗國在統葉護可汗（618-630年）統治下達到鼎盛。統葉護被殺後，咄陸部和弩失畢部在內的各部以及許多短命的可汗之間爆發了衝突，還失去了一些領地。不斷擴張的唐朝自642年起開始干涉西突厥，最終於657-659年征服了汗國。

### 突厥汗國西征

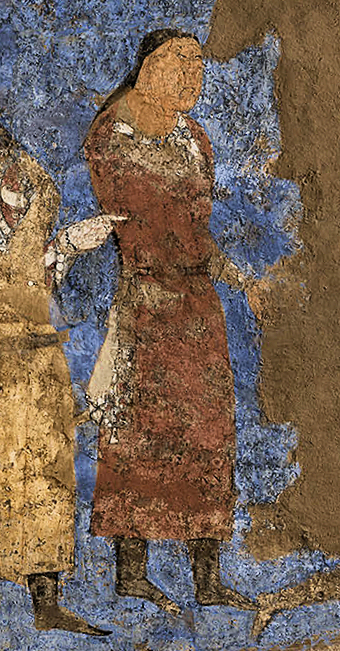
西突厥官員，其中一人據稱來自焉耆（今新疆喀什地區），參加了康國（今撒馬爾罕）的粟特國王拂呼缦對使節的接待。阿弗拉西亞布壁畫，公元7世紀。突厥人具有蒙古人種的外觀。

突厥汗國和之後的蒙古帝國是僅有的兩個同時統治歐亞大草原東部和中部的游牧帝國。突厥汗國是第一個與東羅馬帝國、薩珊波斯帝國和中原王朝（南北朝、隋朝、唐朝）三大文明接觸的草原帝國。他們從現代蒙古國境內向西擴張的記錄卻很少。蘇聯歷史學家列夫·古米廖夫給出如下結論：土门可汗將西部分給了他的弟弟室点密（553-575年）。這場戰役可能始於554年春天，而且似乎沒有遇到任何抵抗。他們佔領了七河地區，並於555年到達鹹海，這條路線可能從阿姆河下游開始，穿過錫爾河，從塔什干北部到達天山山脈的西端。突厥人打敗各種民族：匈尼特人、阿瓦尔人、烏吾爾人、柔然汗国、嚈噠帝國等。這些民族似乎已經融入阿瓦爾人之中，558年，突厥人打敗阿瓦爾人將他們趕過伏爾加河，567年，阿瓦爾人穿過西部草原到達現代匈牙利。隨後，突厥人轉向東南發展。
當時嚈噠人控制著塔里木盆地、費爾干納、粟特、巴克特里亞和梅爾夫，而波斯帝國則位於他們現在的邊境。波斯國王庫斯老一世與東羅馬議和，並與突厥結盟並在560年的布哈拉之戰中開始攻擊嚈噠人，波斯和突厥於562年取得勝利，突厥人佔領了塔什干。565年，嚈噠人在卡爾希被徹底擊敗並撤退到巴克特里亞，該民族的部分族群一直留在那裡，直到被阿拉伯帝國征服。突厥人要求以前向嚈噠人繳納的貢品，當遭到拒絕後，他們渡過了阿姆河，但改變主意後又撤退了。571年，波斯和突厥沿著阿姆河劃定了邊界，波斯向東擴張到阿富汗，突厥則佔領了粟特的商人城市並控制了絲綢之路。
大約在567年至576年間，突厥人佔領了裏海和黑海之間的地區。568年，他們佔領了巴克特里亞的部分地區。

### 西突厥

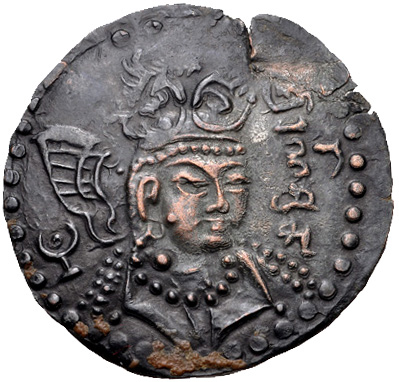
早期的突厥沙希王朝統治者將巴爾哈特勤稱為「透過戰爭帶來卓越的主宰者」（錢幣上為婆羅米文）。在這幅寫實的肖像畫中，他穿著突厥雙翻領卡夫坦。公元7世紀末至8世紀初。

室点密可汗去世之後，他的兒子达头可汗繼任（575–603年）。大約在581年，他介入了突厥內戰。588/89年，突厥人在第一次波斯-突厥戰爭中在赫拉特附近被波斯人擊敗。599-603年間，达头獲得了汗國的東半部，但他死後，汗國的東半部便徹底分裂了。泥撅處羅可汗（603-611年）被趕出準噶爾盆地，隨後被达头的孫子射匮可汗（610-617年）擊敗，後者征服了阿尔泰山脉，並重新征服了塔什干並襲擊了波斯的伊斯法罕。
他的兄弟統葉護可汗（618-630年）統治著從塔里木盆地到裏海的地區，並曾在碎葉城會見了西行到此的玄奘。他和東羅馬結盟干涉602年—628年東羅馬—波斯戰爭，去南高加索與東羅馬軍隊並肩作戰對抗波斯（第三次突厥-波斯戰爭），還派他的兒子呾度設去阿富汗作戰，在那裡呾度設建立了吐火羅葉護，西突厥將突厥沙希王朝的勢力遠及印度東部。
統葉護去世那年，唐朝擊敗併吞了東突厥汗國。他在咄陸部的支持下被叔父莫賀咄可汗（630年）謀殺。弩失畢部將統葉護的兒子肆葉護可汗（631-633年）推上汗位。然而，弩失畢部很快就背叛了肆葉護，並擁立阿史那泥孰（633-634年）為可汗，其兄弟沙钵罗咥利失可汗（634-638年）緊隨其後。咄陸部和弩失畢部發生衝突，東突厥最後一任可汗之子乙毗咄陸可汗（638-642年）被引薦參戰。
西突厥各部發生爭執，最後弩失畢部和唐太宗擁立了乙毗射匮可汗（642-651年）。唐朝要求得到塔里木盆地的部分土地，並隨後佔領了其中的一部分，直到戰爭以唐太宗去世而結束。乙毗射匮被西突厥大將阿史那賀魯（651-658年）和沙缽略可汗推翻，經過大約六年的戰爭，沙缽羅可汗在额尔齐斯河之战中被擊敗並被大唐軍隊俘虜。此後西突厥出現了數位傀儡可汗。679–719年，西突厥舊都碎葉城為大唐安西四鎮之一。唐朝一直統治著該地區，直到安史之亂（756年）。

### 大唐對西突厥的戰爭

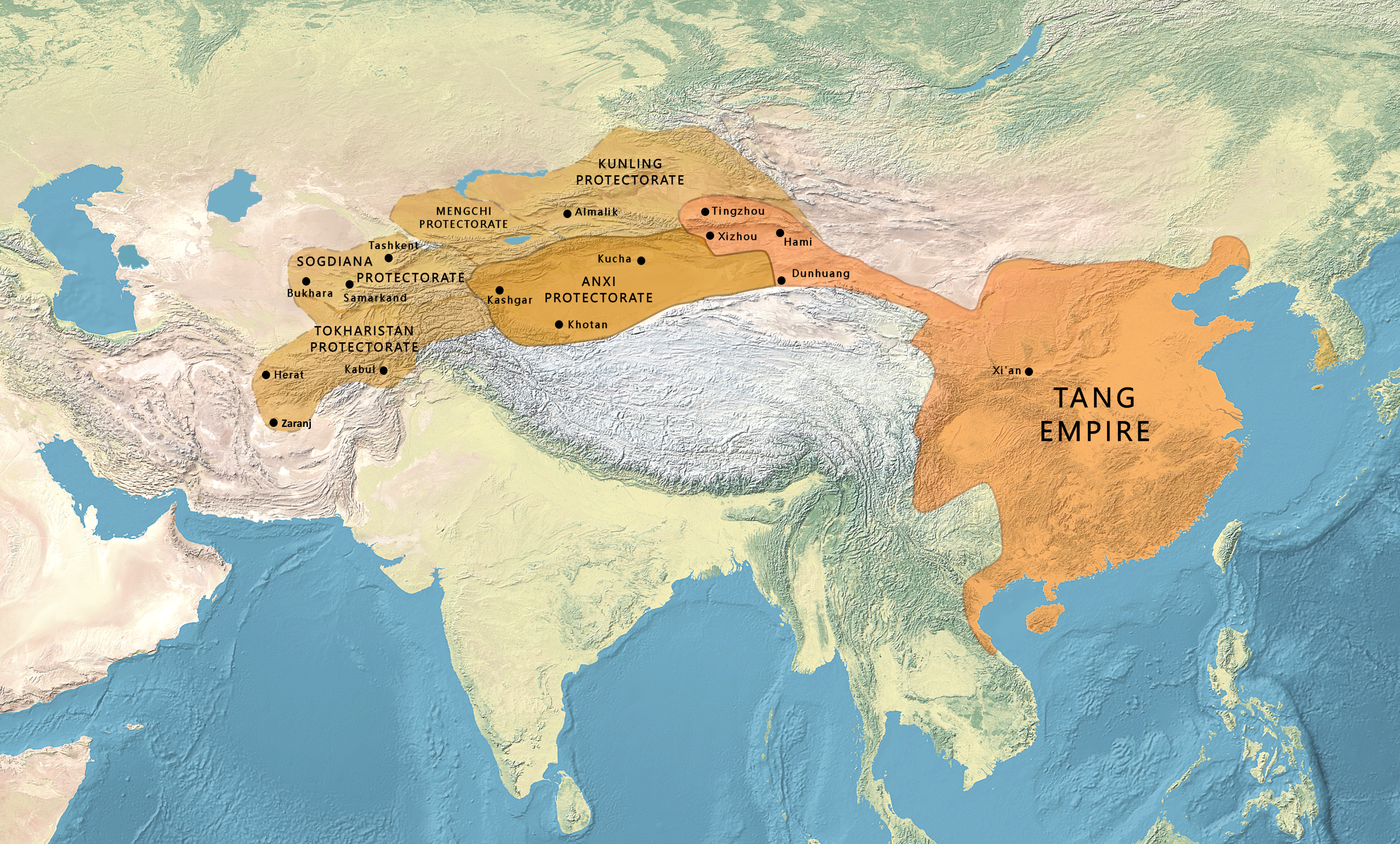
約西元660年唐朝及中亞都護府地圖。正是透過征服西突厥，唐朝才達到其疆域的頂峰，儘管只持續了幾年。

唐朝對西突厥的戰爭是公元7世紀唐朝針對西突厥所進行的一系列軍事戰役。早期的軍事衝突是唐朝干預西突厥和東突厥之間的戰爭以削弱雙方勢力的結果。唐太宗時，曾於640年率軍進軍西域，攻打高昌，644年和648年攻打焉耆，648年攻打龜茲。
唐高宗繼任後繼續與西突厥人進行戰爭，公元657年，將軍蘇定方擊敗可汗沙缽略可汗後，西突厥汗國成為其附庸國。

### 安西大都護府
西突厥人於670年和677年試圖佔領塔里木盆地，但被唐朝擊退。679年，唐朝將軍裴行儉率領軍隊到達吐火羅，同時護送薩珊王朝最後一位王位覬覦者泥涅師耶返回波斯（651年波斯帝國被阿拉伯帝國滅亡）。裴行儉成功擊退了吐蕃帝國支持下的西突厥可汗阿史那都支對安西大都護府的入侵，該地區許多突厥小酋長隨後效忠大唐。同時，裴行儉將軍對重新扶植波斯國王失去了興趣，將泥涅師獨自留在安西都護府，儘管泥涅師仍然能夠維持他的眾多僕人和高質的生活，並將繼續與穆斯林阿拉伯人作戰二十年。裴氏回到大唐後，被任命為禮部尚書、右衛大將軍。
679年，都護府轄區內的西突厥首領阿史德溫傅叛亂。唐朝將領蕭嗣業被阿史德溫傅擊敗。裴行儉隨即從蕭嗣業手中接過指揮權，並在與突厥人的伏擊戰中取得了決定性的勝利。阿史德溫傅逃走了。第一次戰敗後不久，阿史德溫傅就召集了自己的軍隊，並與另一位西突厥首領阿史那伏念的軍隊匯合。裴氏看到了兩位首領之間的不信任和猜疑，並利用這個弱點在他們之間製造離間。最終，阿史那伏念因懼怕唐朝的報復而殺害了阿史德溫傅。當阿史那伏念被帶到長安時，儘管他投降了軍隊，但仍被唐朝處死。裴曾向阿史那伏念承諾不處死他，但朝廷並未尊重裴的承諾。由於此事，裴行儉退休了。根據《新唐書》的記載，阿史那的死是裴行儉的族人裴炎因嫉妒裴行儉在西域取得的勝利而策劃的。
682年，裴行儉再次受命平定突厥人反抗唐朝的叛亂。然而，軍隊尚未出動他就因年老而去世了。朝廷賜諡號「獻」（意為“奉獻”），並加封太尉。
唐朝控制的地區受到唐朝文化和駐紮在該地區突厥族唐朝士兵的文化影響。隨著遠徵加速突厥人向現今新疆的遷移，印歐語系在中亞的流行程度下降。到657年戰役結束時，大唐帝國疆域已達到最大。突厥人、吐蕃人、穆斯林阿拉伯人（大食）和唐朝爭奪中亞的控制權，直到西元10世紀唐朝滅亡。
742年，唐朝護送西突厥最後一任可汗阿史那昕赴突騎施平息內亂，至俱蘭城（今江布爾）受到莫賀達干攻擊，阿史那昕被殺，西突厥殘餘徹底滅亡。

## 與東羅馬和波斯的往來

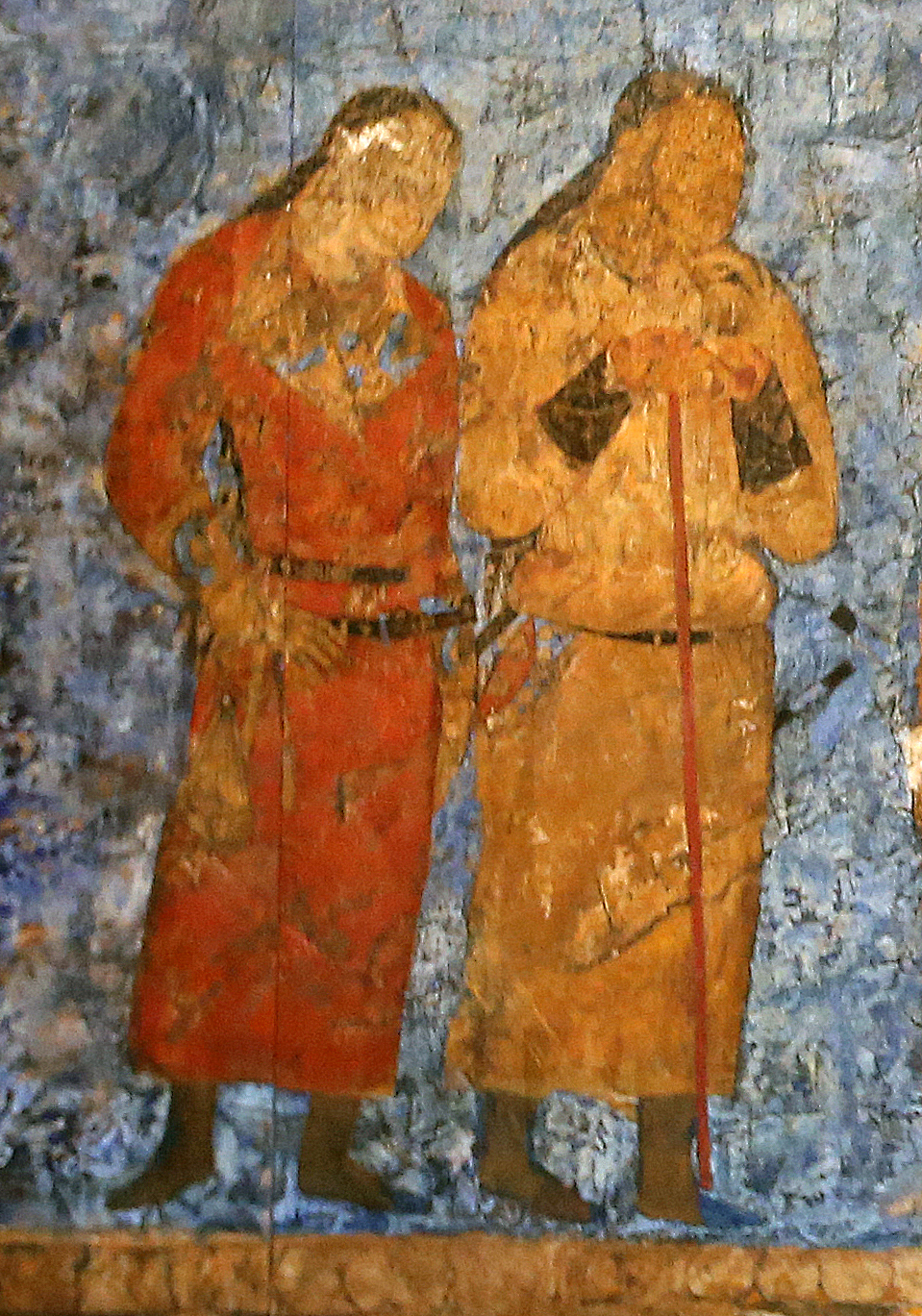
突厥官員覲見康國國王拂呼縵，撒馬爾罕阿弗拉西亞布壁畫（648-651年）。

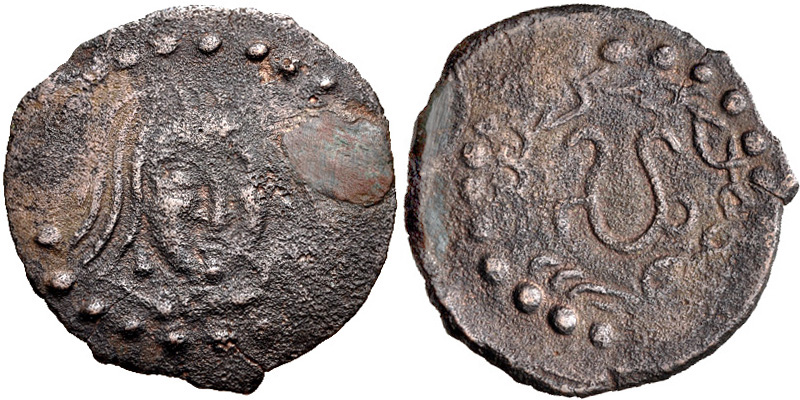
一位來自塔什干的突厥貴族，留著長辮子。這是一枚突厥的錢幣，約605–630年。

6世紀後期，突厥人鞏固了在中亞的地緣政治地位，與薩珊波斯帝國和東羅馬帝國一起成為絲綢之路東亞和西亞之間貿易的關鍵強國。在這段時期的大部分時間裡，冬季室点密可汗駐紮在焉耆附近，以此作為大本營統治西突厥汗國。室点密統治下突厥人向西擴張的時間表可以重建如下：
552年蒙古高原；
555年鹹海（可能）；
558年伏爾加河（擊敗阿瓦爾人）；
557–565年，與波斯帝國結盟，擊敗嚈噠帝國，此後阿姆河作為突厥-波斯邊界持續了數十年； 
564年塔什干； 
567–571年北高加索；
569–571年與波斯短暫交戰；
576年對包括克里米亞在內的黑海地區進行大規模入侵。

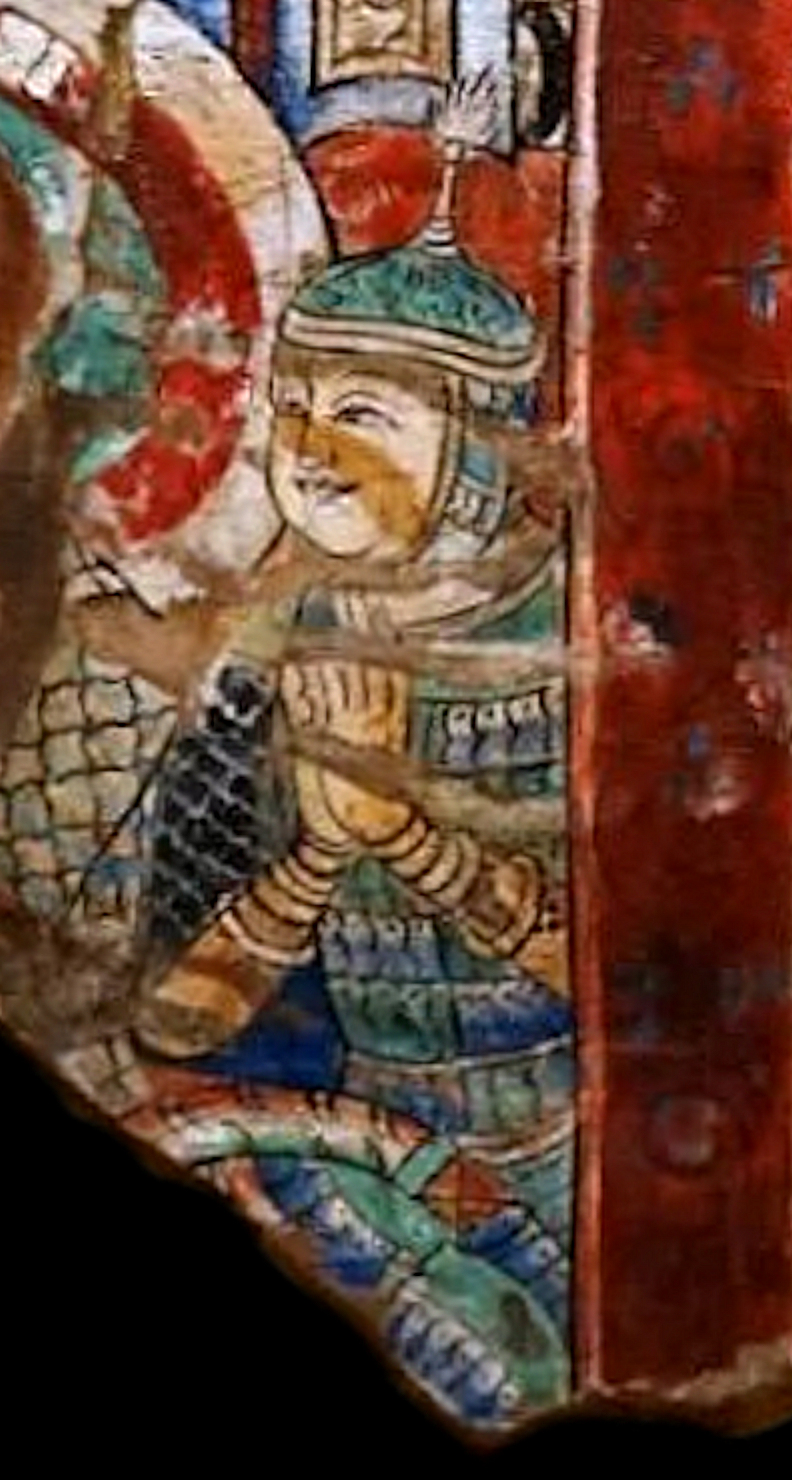
西突厥汗國時期來自圖木舒克的身穿層狀盔甲和頭盔的一名佛教徒士兵，公元6至7世紀。

第一個抵達東羅馬帝國首都君士坦丁堡的突厥使團於563年拜會了東羅馬皇帝查士丁尼大帝。568年，一位名叫馬尼亞赫的粟特商人率領突厥-粟特使團抵達君士坦丁堡，向剛即位的皇帝查士丁二世獻上絲綢作為禮物，並結盟對抗阿瓦爾人和波斯人。一位名叫澤馬庫斯的東羅馬官員陪同馬尼亞赫回程；後來留下了有關突厥人的開拓記述。馬尼亞赫提議繞過波斯帝國，重新開闢一條直達裏海北部的路線。如果這條路線上的貿易後來增加（不確定），它將使花剌子模和黑海城市受益，並且可能與後來可薩人和羅斯人的崛起有關。
從6世紀晚期開始，突厥人控制了阿姆河沿岸的粟特商業城市，使西突厥人實質上控制了絲綢之路的中心部分。一位中國將軍抱怨稱：
「突厥人頭腦簡單，目光短淺，內部很容易滋生紛爭。可惜的是，他們中間住著許多狡猾陰險的粟特人，他們教導、指使突厥人。」
中亞歷史學者丹尼斯·塞諾認為，與東羅馬帝國的結盟是粟特人的陰謀，目的是以犧牲突厥人的利益為代價來謀取自身利益。一個相關的事實是，東突厥汗國從隋朝手中奪取了大量絲綢作為戰利品，這些絲綢必須運往西方銷售。在568年之前，著名商人馬尼亞赫訪問了波斯帝國宮廷，試圖開拓貿易；該提議被拒絕，顯然是因為波斯人想限制東羅馬人的貿易。據報道，第二個突厥使團的成員在波斯被毒害。從569年起，突厥與波斯短暫交戰，直到突厥人在梅爾夫附近被擊敗；敵對行動於571年停止。
576年，瓦倫丁努斯率領東羅馬使團前往裏海西部的圖爾克桑索斯設（設，當地突厥總督）。瓦倫丁想要對波斯人採取行動，而圖爾克桑托斯則抱怨東羅馬帝國窩藏阿瓦爾人。瓦倫丁努斯隨後向東去見达头可汗。造成這種敵意的原因尚不清楚。576–77年，一位名叫Bokhan的突厥將軍和一位名叫Anagai的烏提格爾人攻占了帝國控制下的克里米亞城鎮潘提卡彭，並在圍攻克森尼索時失敗。這標誌著西突厥勢力的最西端。
588年至589年第一次波斯-突厥戰爭中，西突厥被波斯帝國擊敗。有見及此，西突厥-東羅馬同盟在最後一場東羅馬—波斯戰爭中建立，東羅馬皇帝希拉克略把许多财宝赠送给西突厥，皇帝亦将他唯一的女兒優多西婭·歐皮菲尼婭公主（紫衣贵族）许配给統葉護可汗。627年第三次突厥-波斯戰爭爆發，統葉護可汗派出他的侄子步利設攻佔了裏海沿岸的傑爾賓特要塞，進入了阿塞拜疆和格魯吉亞地區，洗劫了那裏，並與圍攻第比利斯的希拉克略會師。當圍城戰持續下去時，西突厥人撤退了。腹背受敵的波斯帝國開始崩潰，希拉克略隨後南下並在波斯首都泰西封附近的尼尼微之戰戰勝了波斯軍隊，失去威信的波斯王霍斯劳二世被波斯貴族們殺害。見東羅馬收拾了波斯，西突厥捲土重來，佔領了第比利斯並屠城。隨後，一位名叫喬潘答剌罕的突厥將軍代表東羅馬征服了亞美尼亞大部分地區。

## 政體

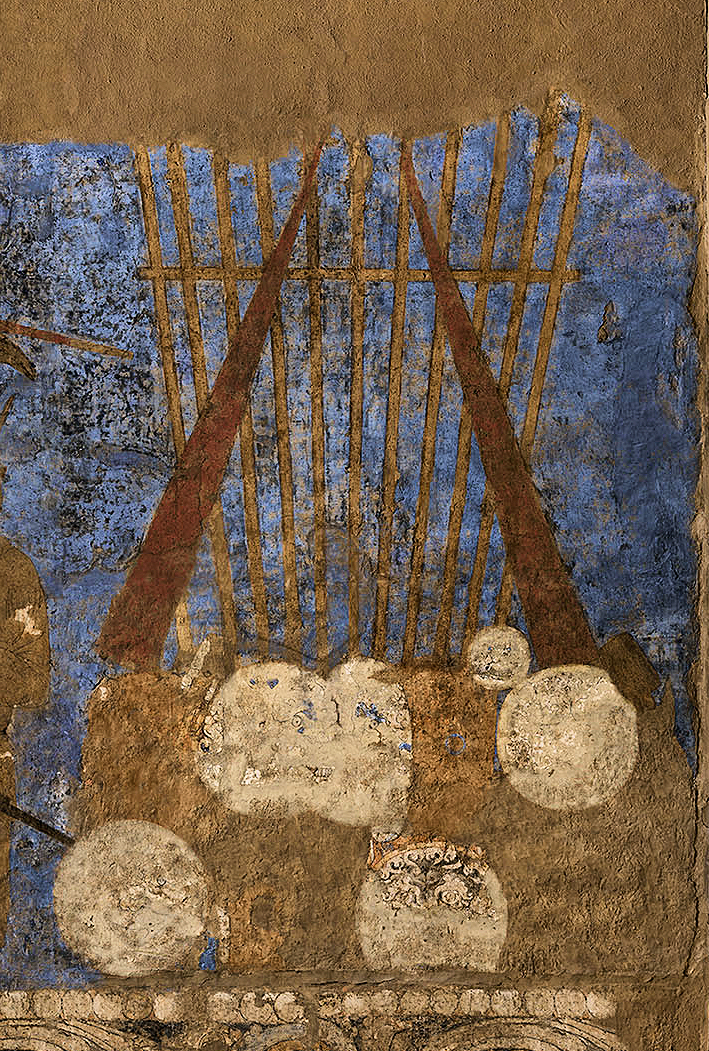
阿弗拉西亞布壁畫上面的西突厥諸部聯合象徵，約公元650年。十一根柱子分別象徵五個咄陸部落和五個弩失畢部落，中央的柱子象徵統葉護可汗的統治。

西突厥政體與東突厥大同小異，但“阎洪達”一职却是西突厥專有，负责評論國政。西突厥分為左、右兩廂，各五姓：左廂咄陸部五姓，右廂弩失畢部五姓。咄陸部又分“五啜”：處木昆律啜，胡祿屋闕啜，攝舍提敦啜，突騎施賀邏施啜，鼠尼施處半啜。弩失畢部则分为“五俟斤”：阿悉結闕俟斤，哥舒闕俟斤，拔寒幹暾沙闕俟斤，阿悉結泥孰俟斤，阿舒虛半俟斤。左右兩廂合為十姓部落。